# Thương Dăng
Chòm sao Thương Dăng 蒼蠅, (tiếng La Tinh: Musca) là một trong 88 chòm sao hiện đại, mang hình ảnh con ruồi.
Chòm sao nhỏ này có diện tích 138 độ vuông, nằm trên thiên cầu bắc, chiếm vị trí thứ 77 trong danh sách các chòm sao theo diện tích.
Chòm sao Thương Dăng nằm kề các chòm sao Bạch Dương, Thiên Yến, Thuyền Để, Bán Nhân Mã, Yển Diên, Viên Quy, Nam Thập Tự.

## Tên gọi
Johann Bayer - nhà thiên văn học người Đức cho thấy nó là một con ong và gọi nó với tên Apis.Nó đã được đề cập đến trong 2 thế kỉ theo cách này. Do sự nhầm lẫn với con ong thay vì con ruồi nên mãi đến năm 1602, tên gọi của chòm sao này - Musca mới xuất hiện lần đầu tiên

## Thiên thể

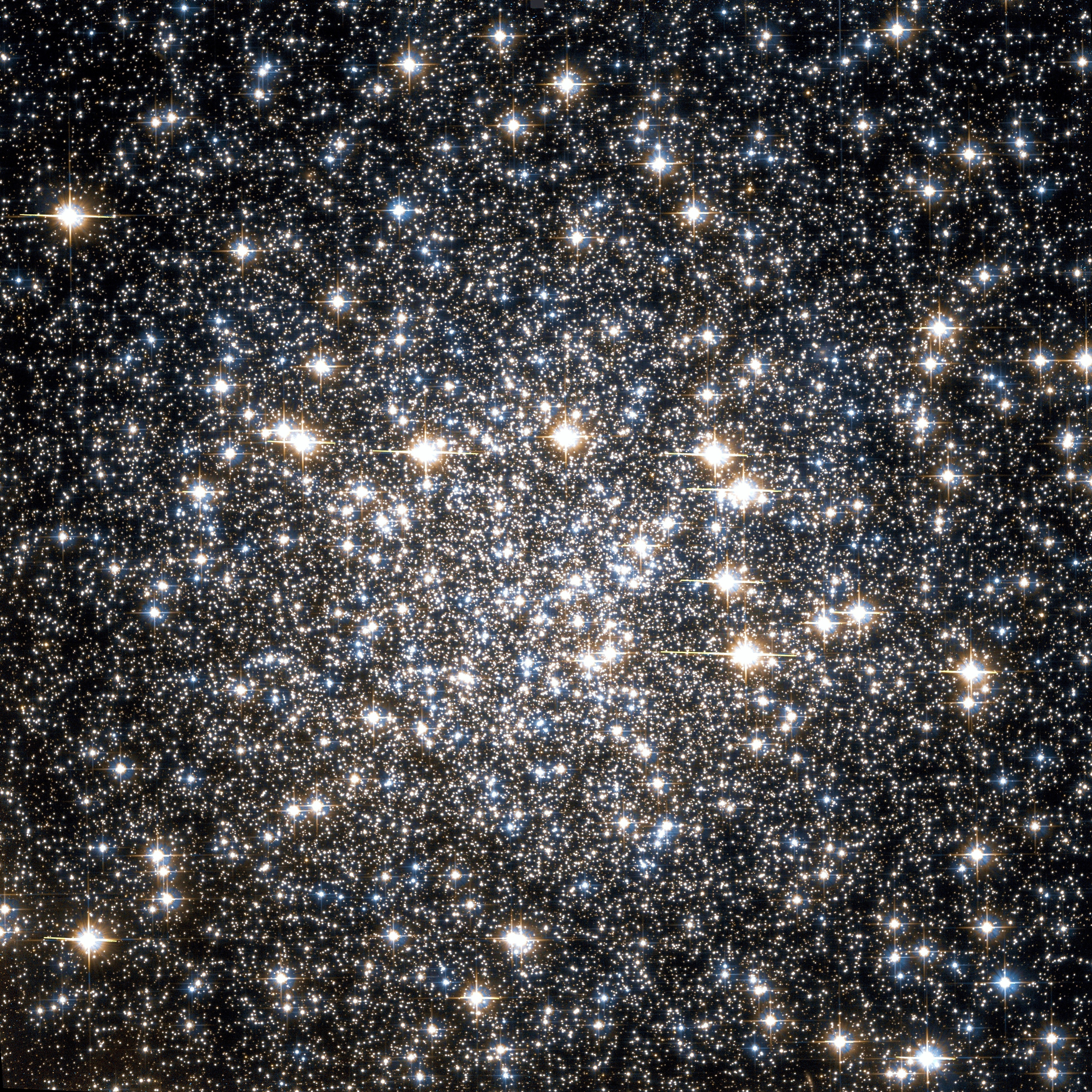
NGC 4833

Các thiên thể đáng quan tâm
- Sao đôi β Mus
- Cụm sao cầu NGC 4372
- Cụm sao cầu NGC 4833

- Tinh vân Đồng hồ cát